# Janissaire
Les janissaires (en turc : Yeniçeri ; en turc ottoman : يڭيچري, /jeniˈtʃeɾi/, littéralement « nouvelle milice ») formaient un ordre militaire très puissant composé d'esclaves d'origine européenne et initialement de confession chrétienne avant leur conversion à l'islam, constituant l'élite de l'infanterie de l'armée ottomane à l'apogée de l'Empire.
Les janissaires appartenaient à la classe des « esclaves de la Sublime Porte », qui occupait les postes les plus influents dans l'administration et l'armée. Ils ont commencé en tant que corps d'élite d'esclaves, ils sont tout d'abord composés des prisonniers de guerre du système du pençyek (1/5e du butin de guerre, dont les prisonniers, revient au sultan). Ce système a été très vite remplacé par le devchirmé (jeunes garçons chrétiens des Balkans kidnappés), et sont devenus célèbres pour leur cohésion interne et leur discipline. Contrairement aux esclaves typiques, ils étaient régulièrement payés. Puisqu'il leur était interdit de se marier ou de s'engager dans le commerce, leur dévouement au Sultan devait être total. Au XVIIe siècle, en raison d'une augmentation spectaculaire de la taille de l'armée permanente ottomane, la politique de recrutement initialement stricte du corps a été assouplie. Par conséquent, le corps a progressivement perdu son caractère militaire, subissant un processus qui a été décrit comme « civilisationnel ». Le corps a été aboli par le sultan Mahmoud II en 1826 lors du Vaka-i Hayriye : sur 140 000 janissaires, 7 000 ont été massacrés à Constantinople, 120 000 dans tout le pays.

## Histoire

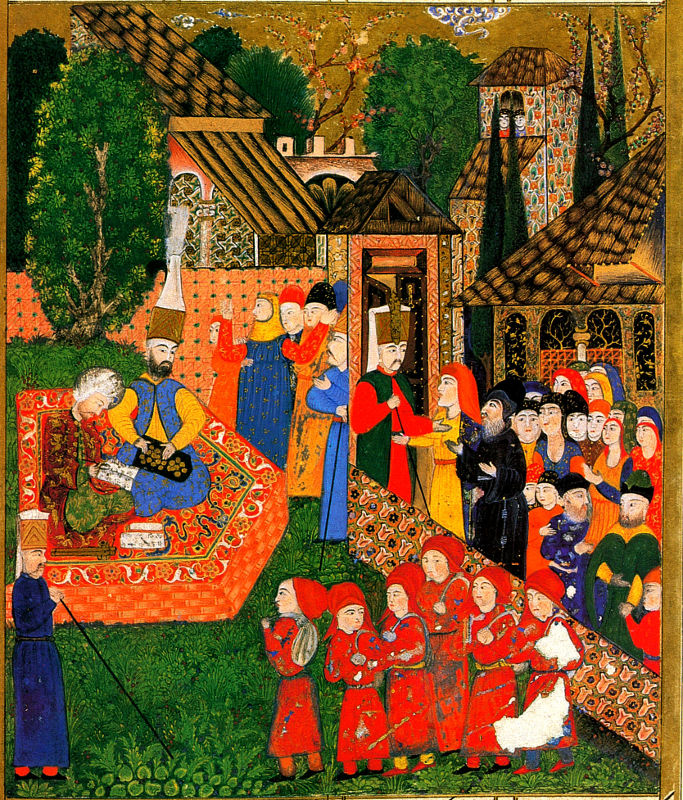
Devchirmé en Bulgarie, 1558.

Les peuples turcs, originaires des steppes d'Asie centrale, sont d'excellents cavaliers, mais de moins bons fantassins. Aussi mettent-ils sur pied une armée composée exclusivement d'Européens. À partir du XIVe siècle, les Turcs prélèvent ainsi régulièrement en pays conquis de jeunes enfants chrétiens âgés de 8 à 20 ans. Le Devchirmé (tribut du sang) a lieu avec des intervalles de 3 à 7 ans au XVe siècle, intervalle évoluant selon le besoin de l'Empire mais il est estimé que pour chaque passage, 1 000 à 3 000 jeunes chrétiens sont enlevés puis emmenés à Constantinople où ils commencent leur noviciat qui les transforme en Turcs, musulmans, et experts de la guerre.
Le taux de mortalité des enfants esclaves était très important. Certains accèdent cependant aux plus hautes charges de l'administration impériale : entre 1453 et 1623, tous les vizirs (sauf cinq) sont issus du devchirmé.

### Création
La date exacte et les circonstances de la création du corps des janissaires font débat chez les historiens qui l'attribuent soit à Orhan, le deuxième sultan ottoman, soit à son fils Mourad, au cours du XIVe siècle.
La légende veut qu'avant la création de l'ordre des janissaires, Orhan Gazi se rend à la confrérie de Haci Bektas Veli pour lui demander une bénédiction pour sa nouvelle armée. Haci Bektas Veli propose alors d'appeler ce corps armé la « Yeniçeri » ou « Nouvelle troupe ».
L'ordre des janissaires de confession sunnite depuis leur entrée au devchirmé est largement parrainé par le mouvement Bektachi. Cette confrérie religieuse influence alors grandement la vie spirituelle de l'élite ottomane, et joue un rôle majeur dans l'éducation des futurs janissaires : morale islamique et « esprit de corps ». L’Ağa des janissaires, chef suprême, est même membre à part entière des Bektachi.
Progressivement, les janissaires forment l'épine dorsale de l'armée en se substituant aux autres types d'infanterie auparavant utilisés par l'armée ottomane. Ils prouvent leur valeur, notamment à la bataille de Nicopolis en 1396 contre la croisade hongroise, ou la bataille de Mohacs.
Les janissaires acquirent rapidement un rôle de « garde prétorienne », avec les implications politiques afférentes, notamment dans les crises de succession (notamment dans les qaghanats türks). Ils devinrent un pouvoir au sein de la cour du sultan, et les réformes décidées par celui-ci ne touchaient jamais leurs privilèges.

### Décadence du corps des janissaires

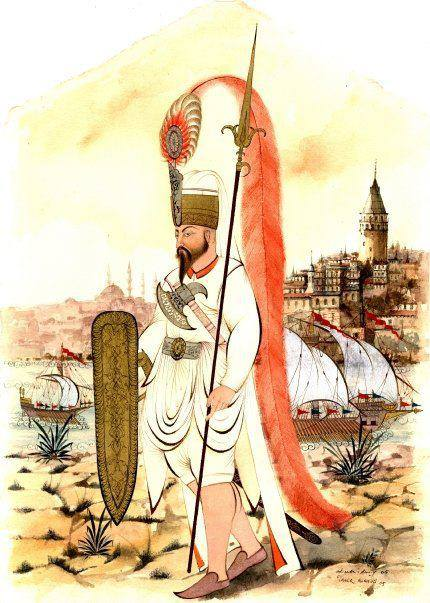
Un janissaire ottoman, par Taner Alakuş.

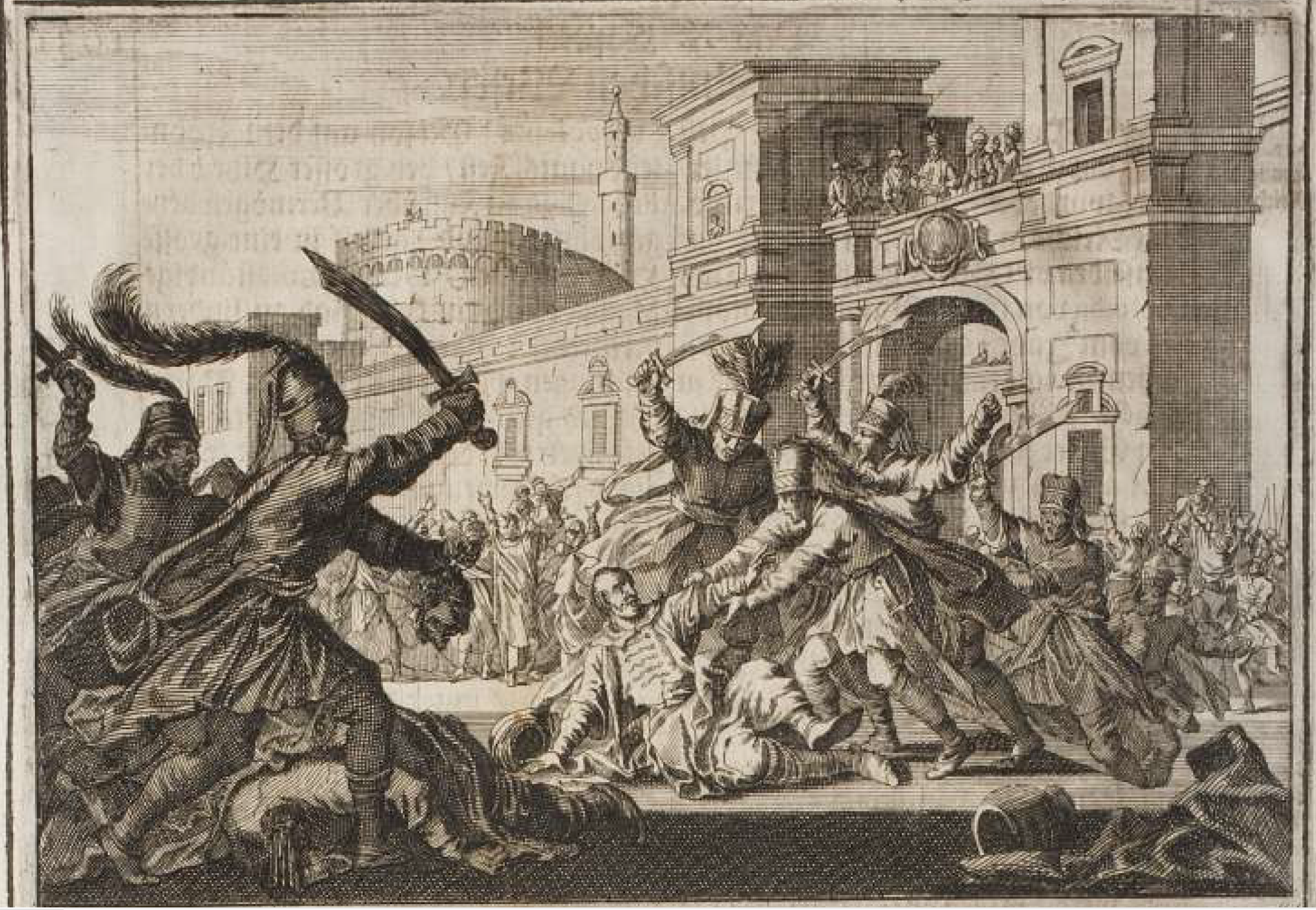
Mort du vizir Müezzinzade Hafız Ahmet Paşa durant la révolte des janissaires en 1632.

Vers la fin du XVIe siècle, le recrutement des janissaires commence à s'effectuer parmi les Turcs eux-mêmes. Le devchirmé est pratiqué pour la dernière fois en 1751 selon Ahmet Cevdet Pacha.
Le statut de janissaire évolue. Désormais, ils sont autorisés à exercer un métier, à se marier et à avoir des enfants qui sont appelés kouloughlis (« fils d'esclave »). Ils deviennent une troupe de plus en plus indisciplinée, qui n'hésite pas à se révolter contre le sultan : ils renversent alors leur marmite sacrée en signe de rébellion. Ils se dressent contre Bajazet II en 1512, Mourad III en 1595, Osman II en 1622, Ibrahim Ier en 1648, Moustapha III en 1774, Sélim III en 1807 et Moustapha IV en 1808.
De même, les janissaires des garnisons provinciales, souvent liés aux corporations professionnelles, sont de plus intégrés à la vie sociale et aux luttes de factions locales, notamment dans le pachalik d'Alep où ils affrontent la faction rivale des chérifs. En 1817, les janissaires s'avancent vers Alger afin de chasser le dey, mais celui-ci, avec une armée de 6 000 kouloughlis, turcs, et de kabyles écrase la milice : 1 200 janissaires sont massacrés et, parmi les survivants, nombre implorent l'aman et regagnèrent la Turquie. Ce dernier coup d'éclat vit l'abaissement définitif de la milice.

### Fin des janissaires

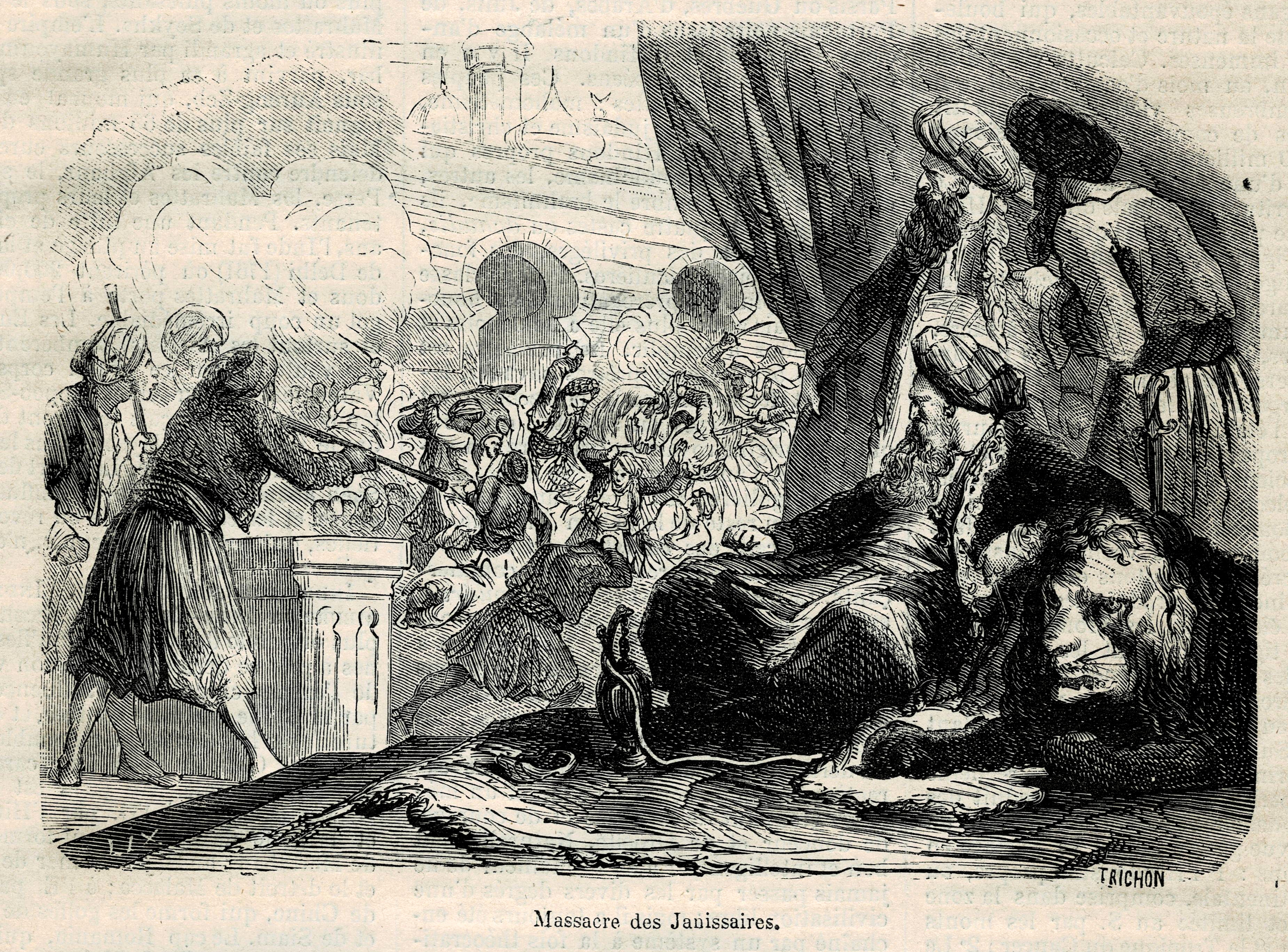
Massacre des janissaires, en 1826.

Au XIXe siècle, les révoltes des janissaires se font plus nombreuses car ils refusent toute modernisation de leur corps. Cette situation conduit le sultan Mahmoud II à se débarrasser définitivement de ce corps de plus en plus encombrant. Le 16 juin 1826, il donne le signal en faisant déployer l’étendard sacré du prophète de l'islam Mahomet. La masse populaire, préparée par les oulémas, se précipite en renfort de l’armée. Les janissaires sont massacrés à coups de canon, incendiés dans leurs casernes (plus de 7 000 morts) et égorgés dans les rues. Les jours suivants, des commissions militaires passent les rescapés par les armes, à Constantinople et dans les provinces. Sur un effectif de 140 000 hommes, 20 000 sont bannis, les autres étant, en majorité, massacrés ou exécutés (120 000 morts),. Seuls quelques-uns survivent et s’enfuient à Alger, alors protectorat ottoman, où ils affrontèrent les troupes françaises en 1830 lors de la colonisation du pays. En 1830, les armées françaises remarquent, lors du débarquement, des troupes de janissaires défendant Alger, même si leur ordre militaire avait été dissous quatre ans auparavant. Il est considéré que ce furent les derniers janissaires de l'Empire ottoman.

## Le corps des janissaires dans l'armée ottomane

### Recrutement

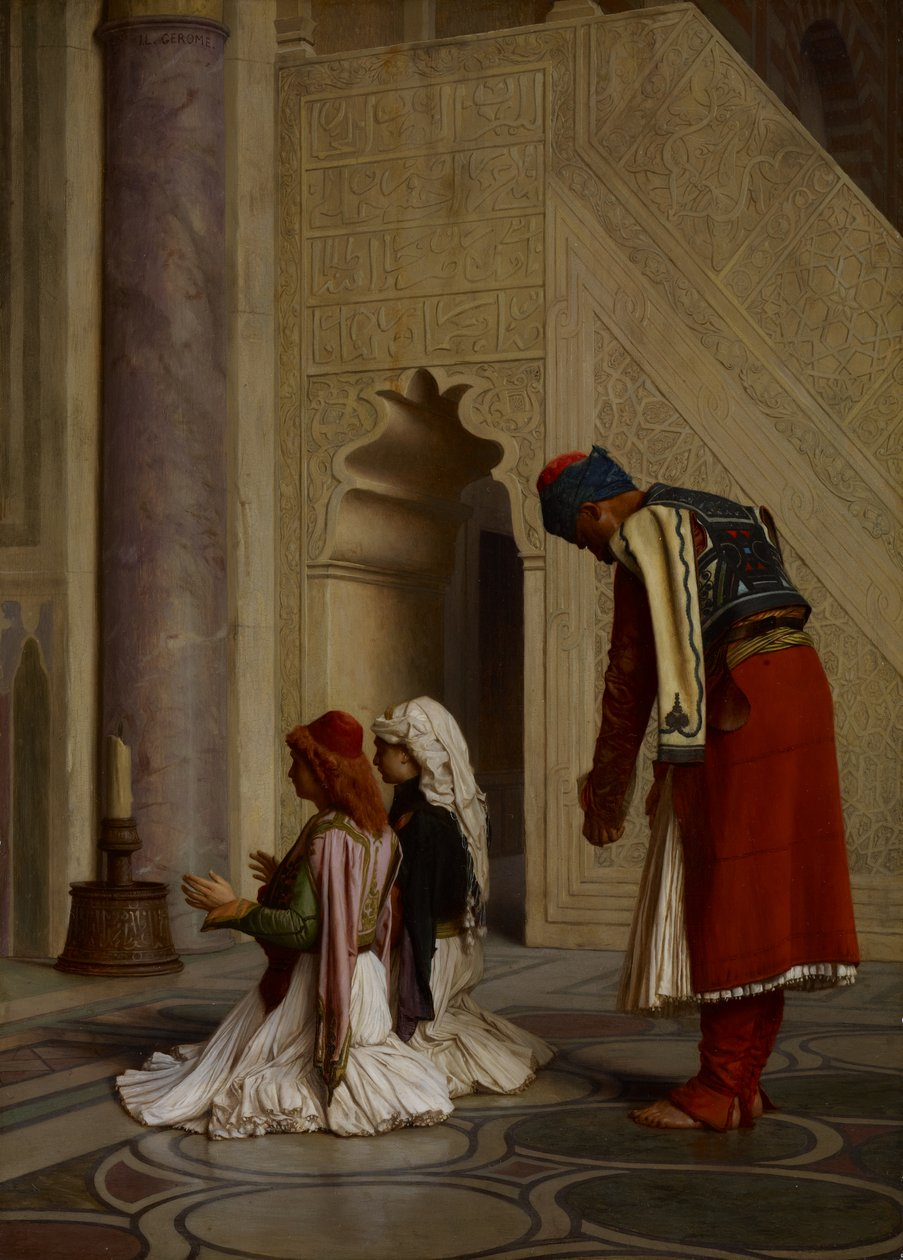
Jeunes janissaires grecs à la mosquée, par Jean-Léon Gérôme, peinture de 1865.

Le corps des janissaires était exclusivement composé d'enfants chrétiens réduits en esclavage, les deux principaux modes de recrutement étant la capture à l'occasion de guerres ou de raids, ou la réquisition selon le système du devchirmé (« cueillette » en turc), à raison d'un fils pour quarante foyers. Initialement, les janissaires pouvaient donc être issus de toutes les populations chrétiennes de l'Empire (sauf les Arméniens dans un premier temps) ainsi que des Bosniaques convertis à l'islam (qui n'auraient pas été versés dans l'armée). Ce recrutement permettait à l'Empire ottoman de renforcer son armée tout en affaiblissant ses sujets chrétiens potentiellement insoumis.
Si la charia interdit la réduction en esclavage d'enfants et d'hommes musulmans, un esclave qui se convertit à l'Islam n'a pas à être libéré. Les esclaves chrétiens, capturés très jeunes, formés et islamisés contournent donc ce dogme. Les janissaires ont donc le statut d'esclaves malgré l'interdiction religieuse. Principalement destiné à former les corps de troupes d'élite de l'armée ottomane, le corps des janissaires fournissait également les hauts fonctionnaires de l'Empire et certains de ses membres pouvaient être promus au rang de sipahi de la porte comme cavaliers d'élite.
Le recrutement évolue ensuite et comprend des éléments indigènes, notamment dans les provinces périphériques, dans des proportions variables selon les cas : il est ainsi prédominant dans les provinces arabes au XVIIIe siècle.

### Structure
L’odjak (corps) des janissaires fait partie des Kapı Kulları (esclaves de la Porte), c’est-à-dire de l’armée impériale directement placée sous les ordres du sultan. L’odjak est placé sous le commandement de l’aga des janissaires (l’un des personnages les plus importants de l’Empire). Il est composé de trois « régiments » ou « sections » : le ceemat (assemblée), le bölük (division) et le segmen (dresseurs de chiens) qui contiennent un nombre disparate de compagnies (ortas) dont certaines sont totalement dévouées à l'administration de l'Empire et ne comptent aucun combattant.
Les ortas de janissaires sont initialement de petites unités de quelques dizaines de soldats. En fait, aucune règle ne régit leur composition qui varie énormément d'une orta à l'autre et d'une époque à l'autre. Certaines d’entre elles sont spécialisées (escorte du train, maîtres-chiens, veneurs…) mais la majorité d’entre elles sont des unités combattantes assurant de plus en plus souvent le rôle de garnisons dans les provinces reculées de l’Empire.

### Armement et équipement

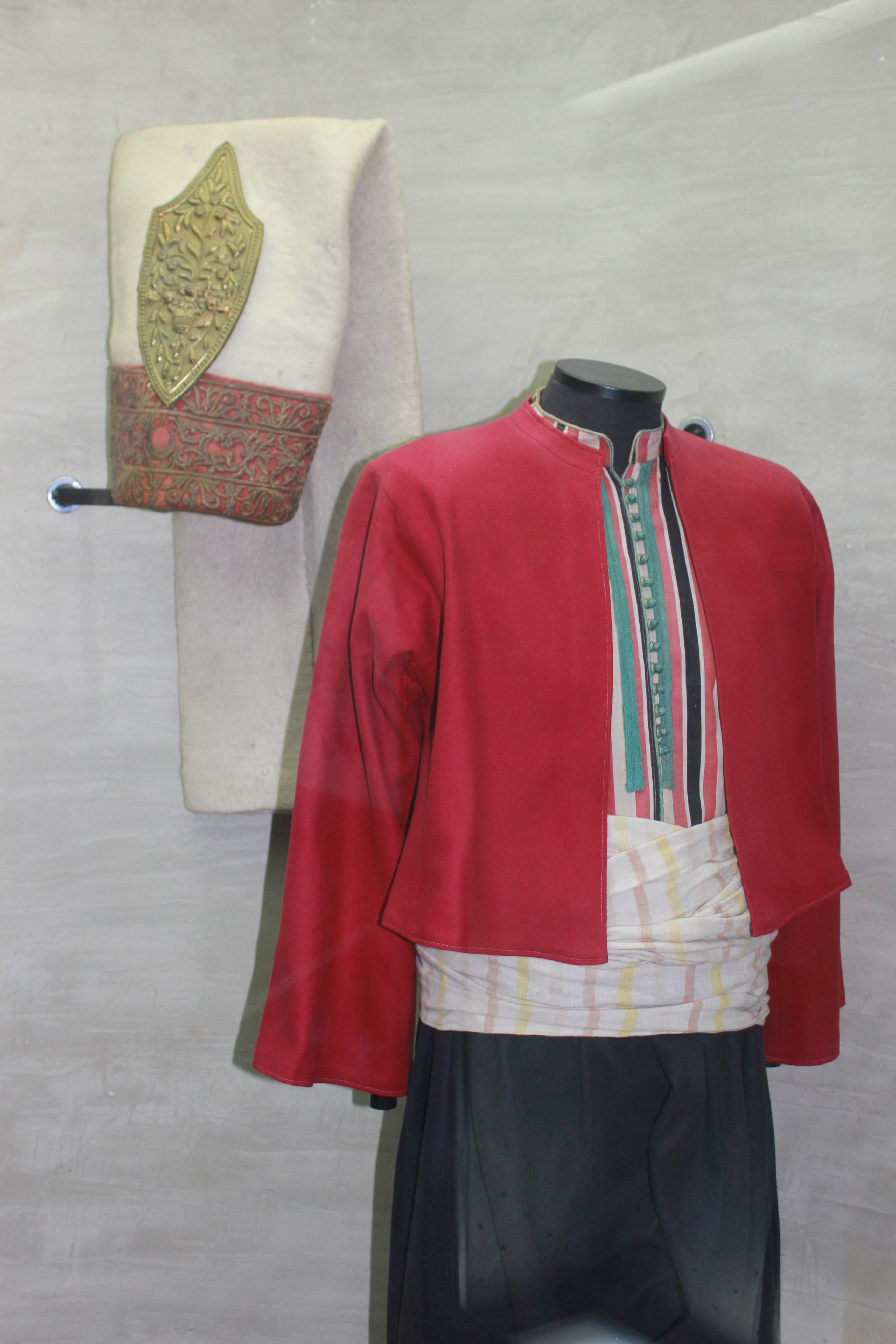
Uniforme de janissaire.

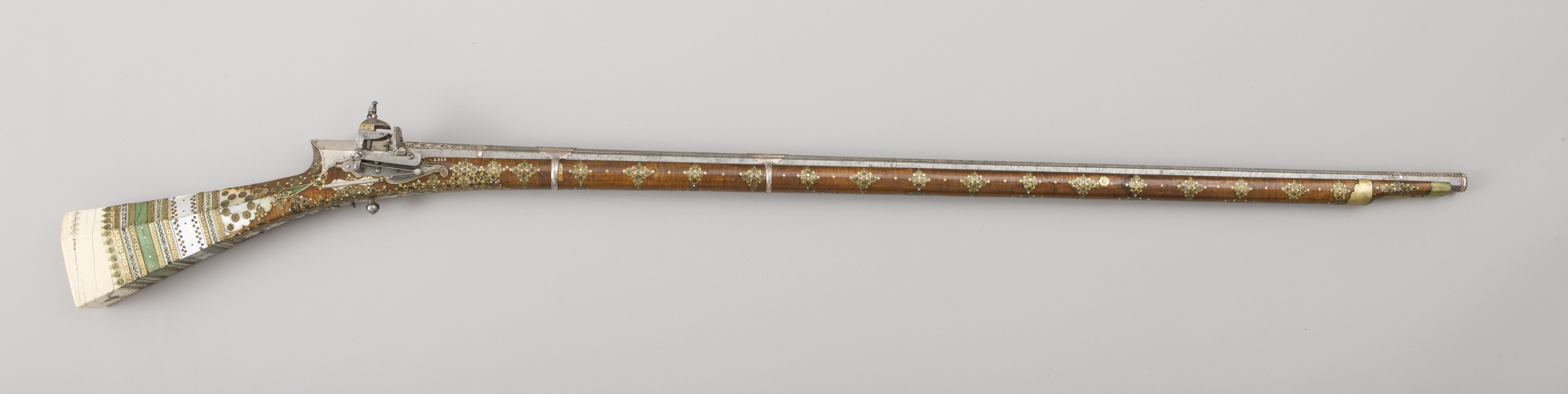
Mousquet janissaire du XVIIIe siècle, musée national de Cracovie.

Le janissaire est habillé d’un grand caftan qui ne correspond pas à l’idée qu’on peut se faire d’un uniforme ; sa couleur pouvait varier au sein d’une unité (on trouve principalement le rouge, bien que le bleu et parfois le vert soient également courants, mais le jaune est réservé aux troupes de la garde). Le couvre-chef caractéristique (la fameuse couronne de cuivre dotée d’un vaste bonnet blanc retombant sur la nuque) tend à se raréfier vers les XVIIIe et XIXe siècles au profit d’une simple toque de laine lors des actions militaires ; le but principal du couvre-chef était de pavoiser et d’arborer les grandes plumes offertes par les supérieurs en récompense d’une action d’éclat ou pour avoir rapporté un certain nombre de têtes coupées adverses.
Le janissaire remplace peu à peu l'arc composite hérité des armées turques traditionnelles par un mousquet long et lourd adapté au tir de précision plutôt qu’au tir de salve. La cadence est lente et l’efficacité en bataille repose sur un feu précis appuyé par des défenses légères comme des levées de terres ou des armes d’hast (hallebardes, pertuisanes, lances) plantées dans le sol. Il porte généralement un sabre plutôt qu’une épée pour les combats au corps à corps ; les armes longues comme la lance et les pertuisanes tendent à se raréfier. Le pistolet fait son apparition au sein de l’armée ottomane à partir de la campagne de 1664, mais n'est jamais devenu d’un usage courant. Les sipahis, les cavaliers du sultan, sont censés les suivre à la bataille afin de les protéger de l’action des cavaleries adverses, car les janissaires ne portent pas de piques contrairement aux soldats occidentaux.

Tenues de janissaires
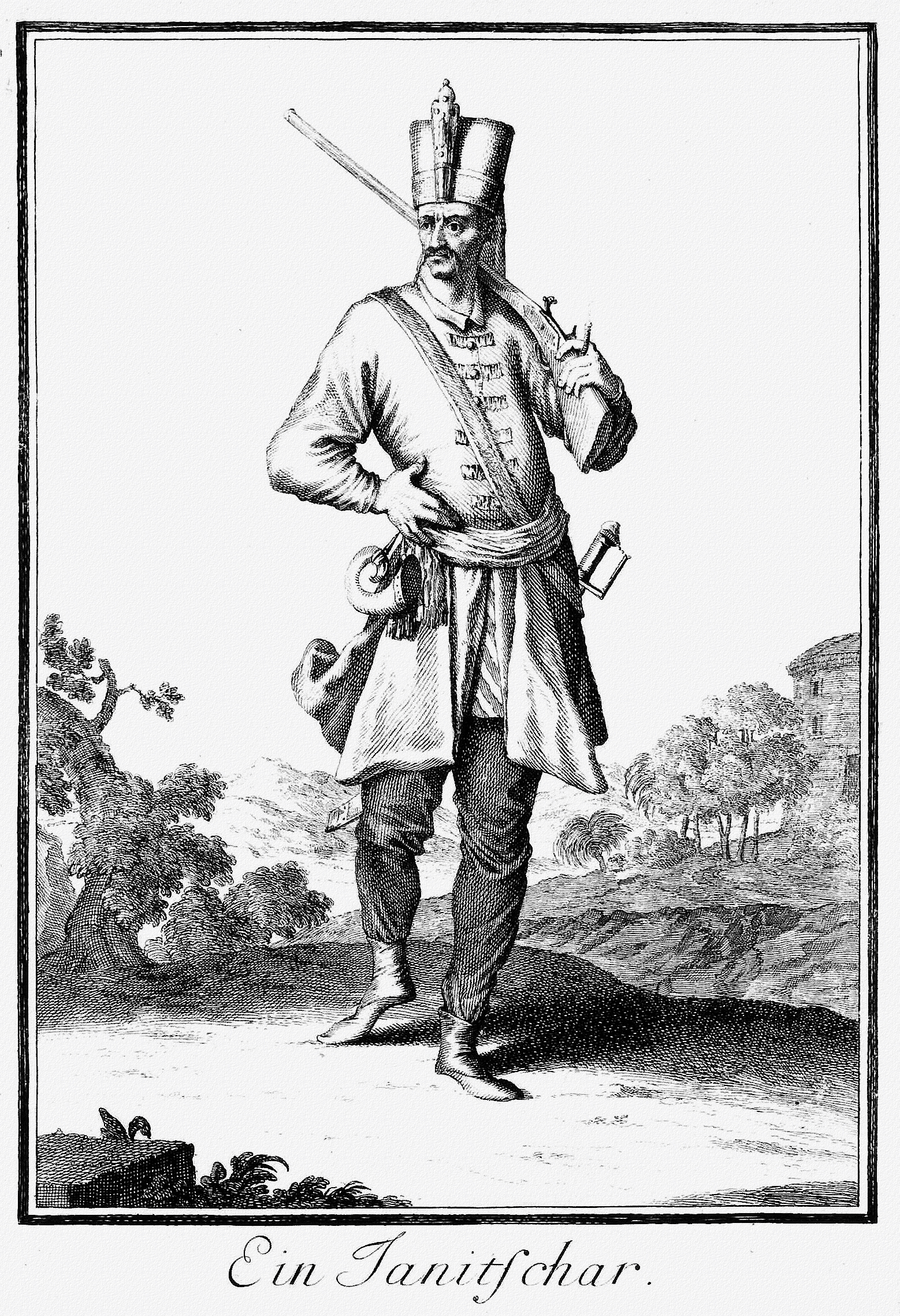
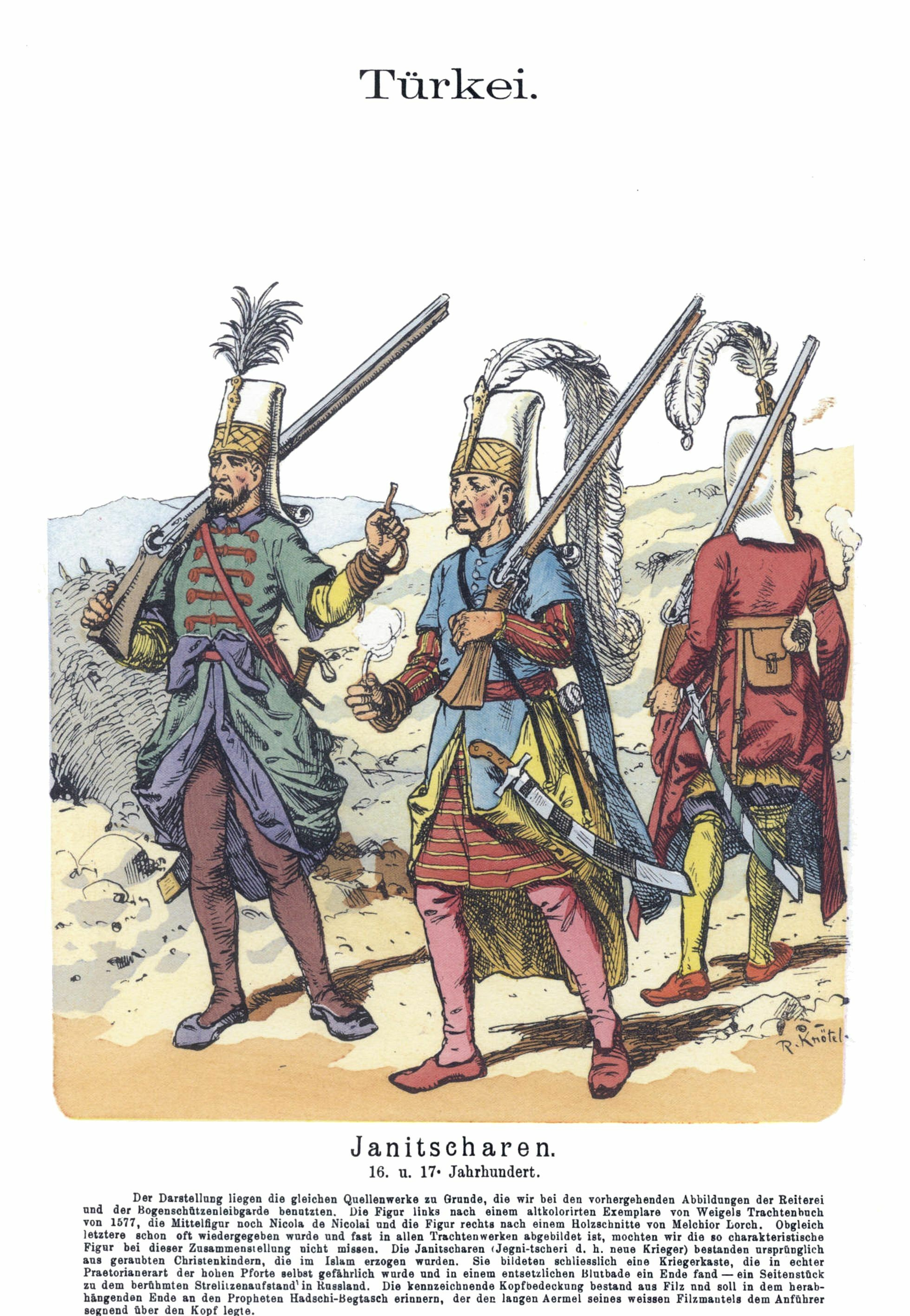
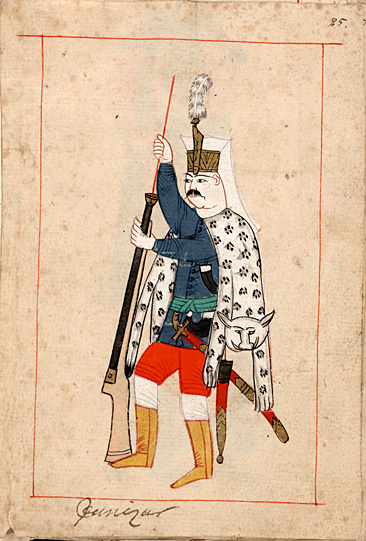
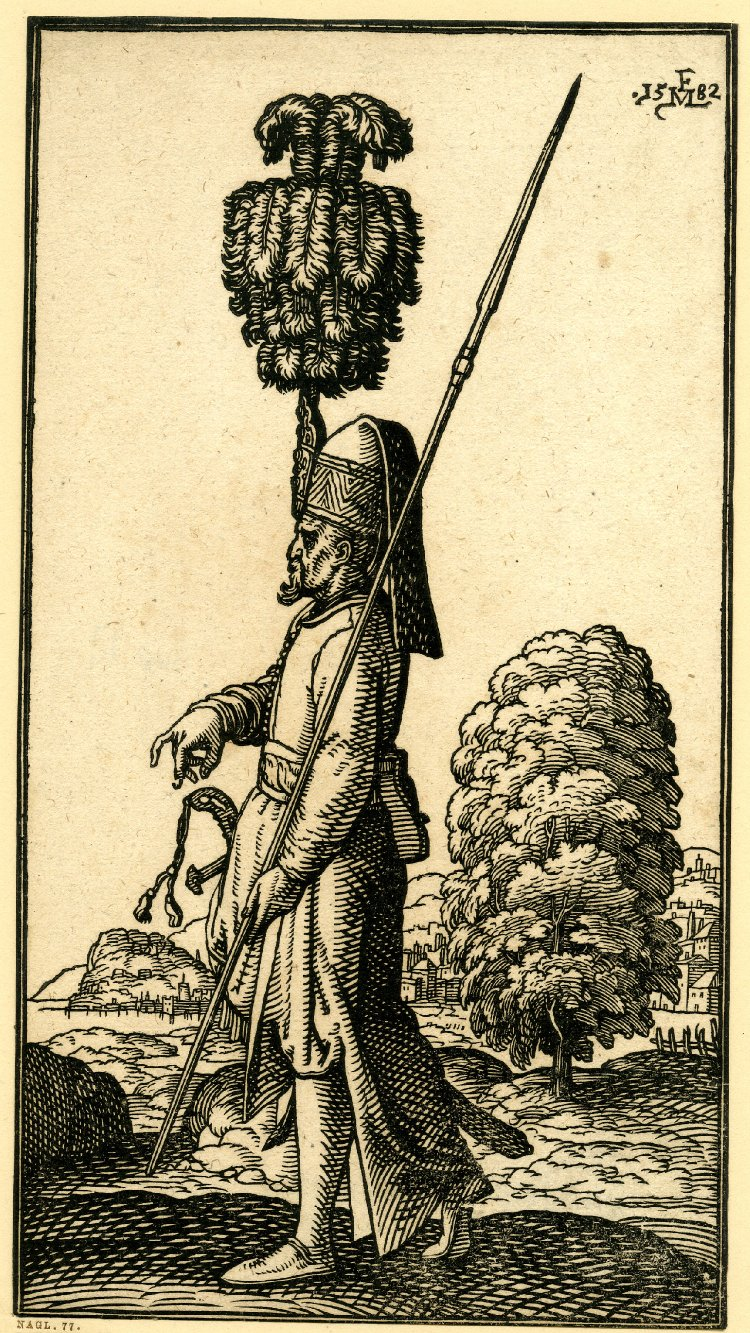
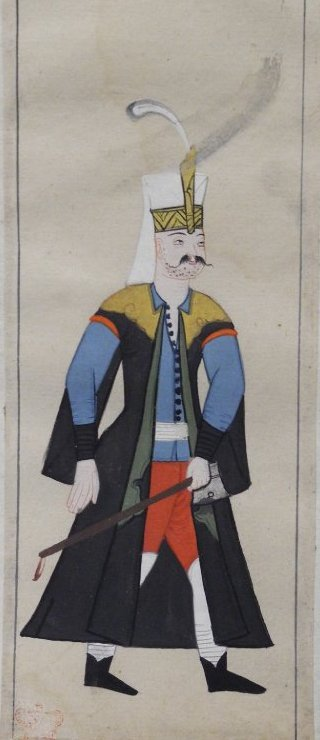
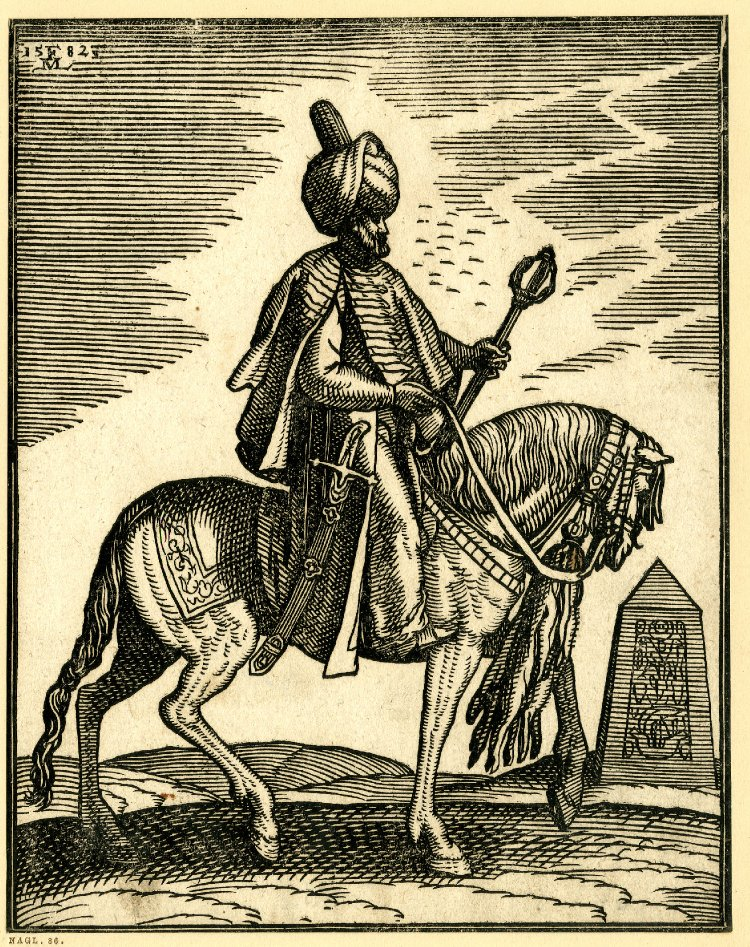
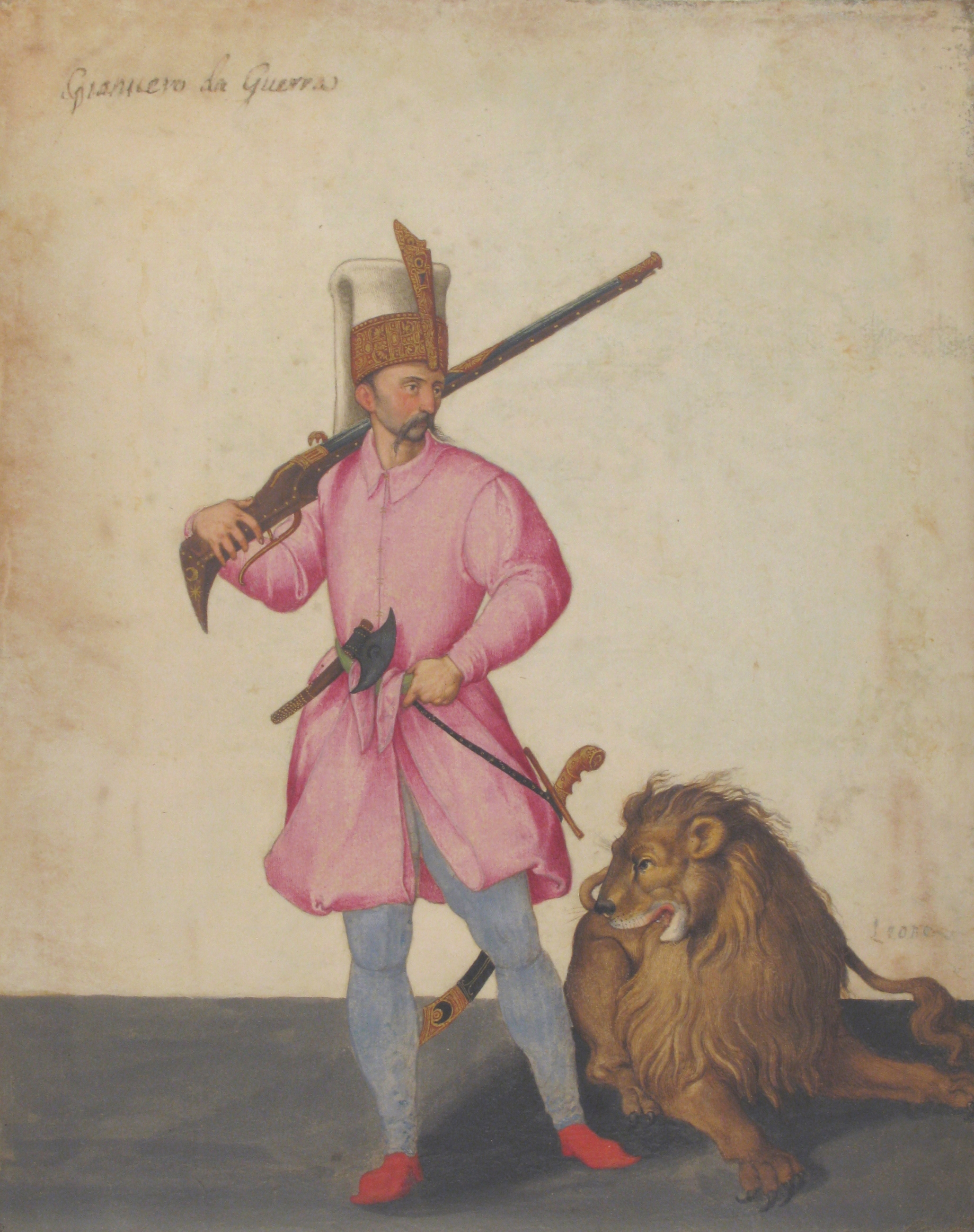
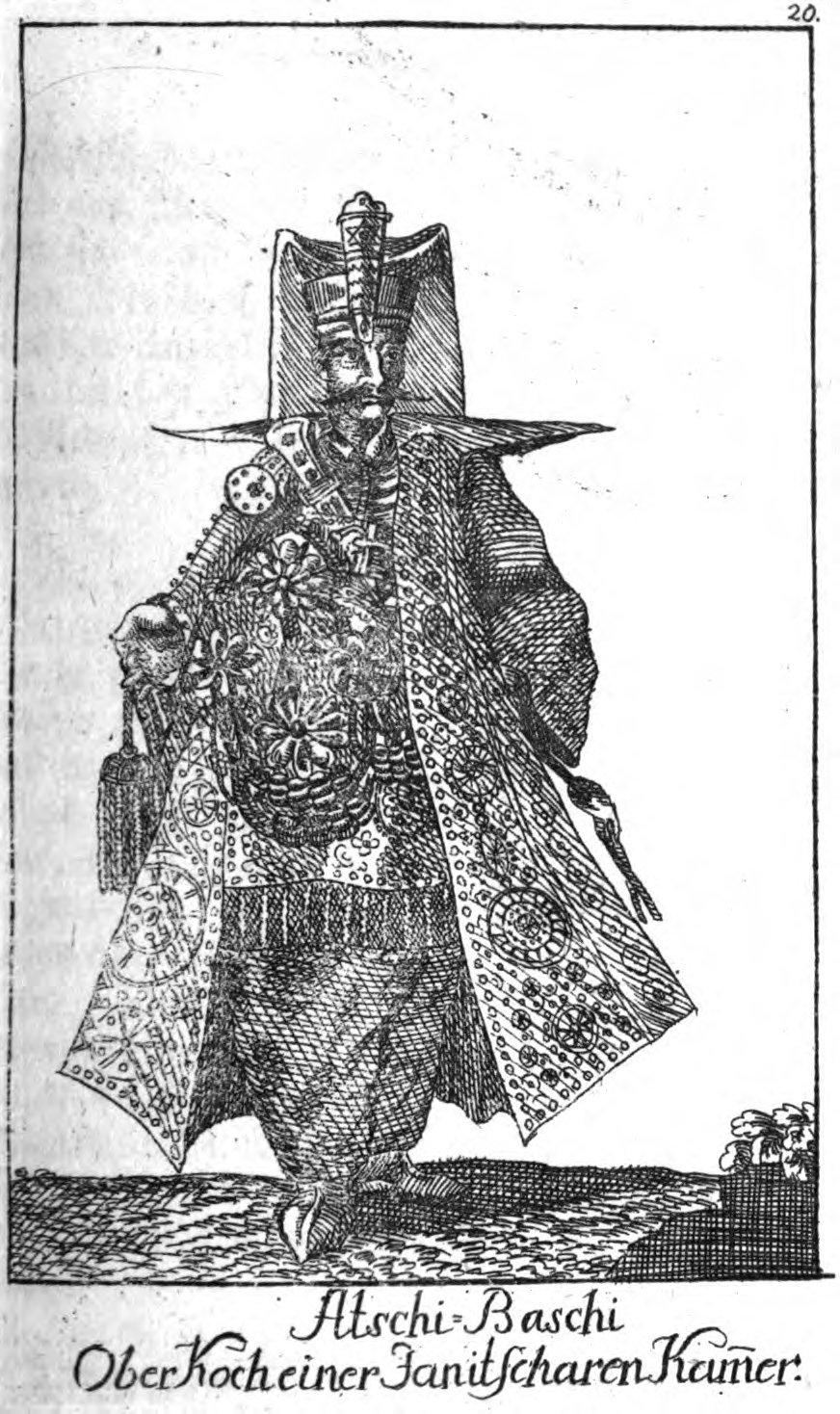
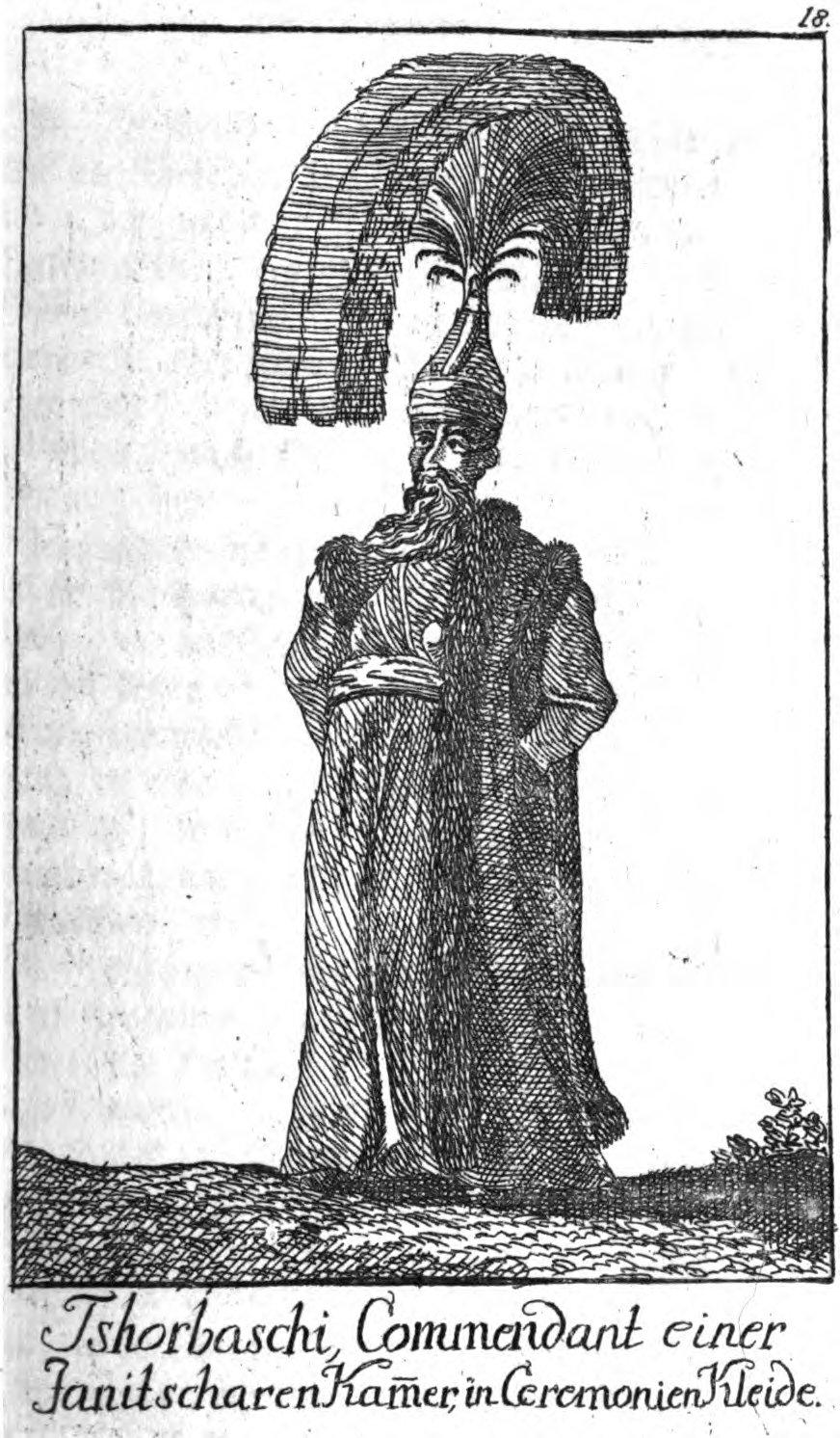

### Tactique militaire

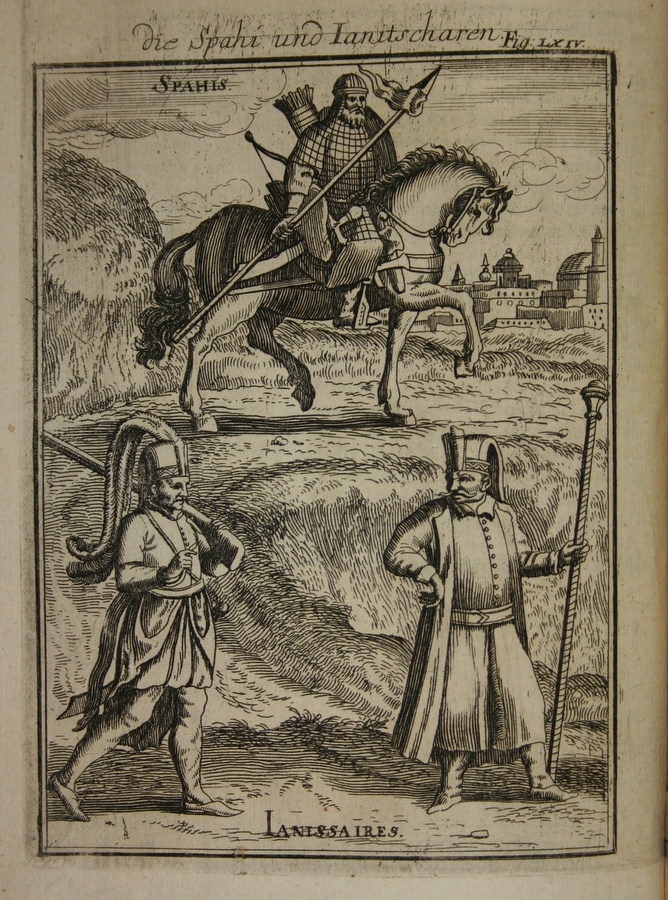
Janissaires et sipahi ottomans (Manesson Mallet, 1683).

Les janissaires combattent comme des guerriers féroces à la redoutable efficacité, que ce soit à l’arc, au mousquet ou au sabre. Ils peuvent être aussi bien employés dans les escarmouches lors des sièges qu’à mener un assaut sur des retranchements adverses. En revanche, ils refusent le recours aux tirs de salve et l’usage de la pique en masse qui les rabaisserait au rang d’automates. Ils sont rompus aux marches forcées et ne rechignent jamais à entreprendre des travaux de sapeurs, ce qui confère aux Ottomans un véritable avantage stratégique sur les armées occidentales.
Lors des batailles, les armées ottomanes se déploient traditionnellement sur trois lignes parallèles d'infanterie avec les sipahis sur chaque aile. Les janissaires occupent généralement la troisième et dernière ligne. Les deux premières (principalement composées d'azabs et autres irréguliers) ont pour but de désorganiser et de fatiguer l'adversaire. Lorsque ce dernier arrive devant la ligne des janissaires, il essuie un feu précis de leurs canons et de leurs puissants mousquets qui, bien souvent, ne lui permet pas de se réorganiser. Une simple charge de cette armée pléthorique finit par le démoraliser.
Cependant, l'armée ottomane possède de nombreux points faibles : si elle se déplace très rapidement durant les mouvements stratégiques, une fois déployée et face à l'adversaire, ses capacités de manœuvre sont considérablement réduites. De plus, ses troupes sont incapables d'arrêter un adversaire déterminé. Lorsque ce dernier arrive à garder sa cohésion, il peut transpercer les trois lignes de défense ottomane et s'assurer la victoire. Il faut rajouter à cela une incapacité du corps à se réformer et à adopter d'autres méthodes de combat. À la fin du XVIIe siècle et après deux siècles d'efficacité, le modèle tactique ottoman s'effondre face aux troupes occidentales désormais entraînées à garder leur cohésion durant les manœuvres et appliquant des techniques de combat, mais surtout utilisant du matériel, nettement plus modernes.

### Héritage ottoman des armées modernes
Les autres armées européennes s'inspirèrent ou copièrent plusieurs innovations élaborées au sein des armées ottomanes en général et du corps des janissaires en particulier :
- Les fanfares militaires : les troupes ottomanes furent les premières en Europe à se doter de fanfares militaires (mehterhane) composées d'un nombre variable d'ensembles. Un ensemble se composait d’un tambour, de timbales, d’une clarinette, d’une trompette et de cymbales[Note 6] ; par exemple, la fanfare personnelle du sultan (mehter) était composée de 9 ensembles[16]. Certaines fanfares pouvaient être entièrement montées sur des chevaux, des chameaux ou des dromadaires[16] (notamment les gros tambours)[Note 7].
- Les techniques de siège modernes : Les troupes ottomanes furent parmi les premières à employer un système de tranchées pour approcher les places fortes assiégées. Cette technique déjà utilisée à l'ère médiévale consistait à creuser de larges et profondes tranchées en zigzag pour progresser vers les murailles de la place assiégée[17]. Elle fut amplement améliorée au cours des siècles pour aboutir au système préconisé par le maréchal Vauban[Note 3].
- L'hygiène des camps militaires : tous les chroniqueurs contemporains s'accordent à dire que les camps militaires turcs étaient particulièrement bien tenus et organisés, surtout pour des troupes comptant énormément de bêtes (chevaux et animaux de bât)[18]. Leur hygiène était de bien meilleure qualité que celle des armées occidentales qui perdaient beaucoup d'hommes à cause des maladies provoquées par la promiscuité et le manque d'hygiène[Note 3].

## Janissaires d'Alger

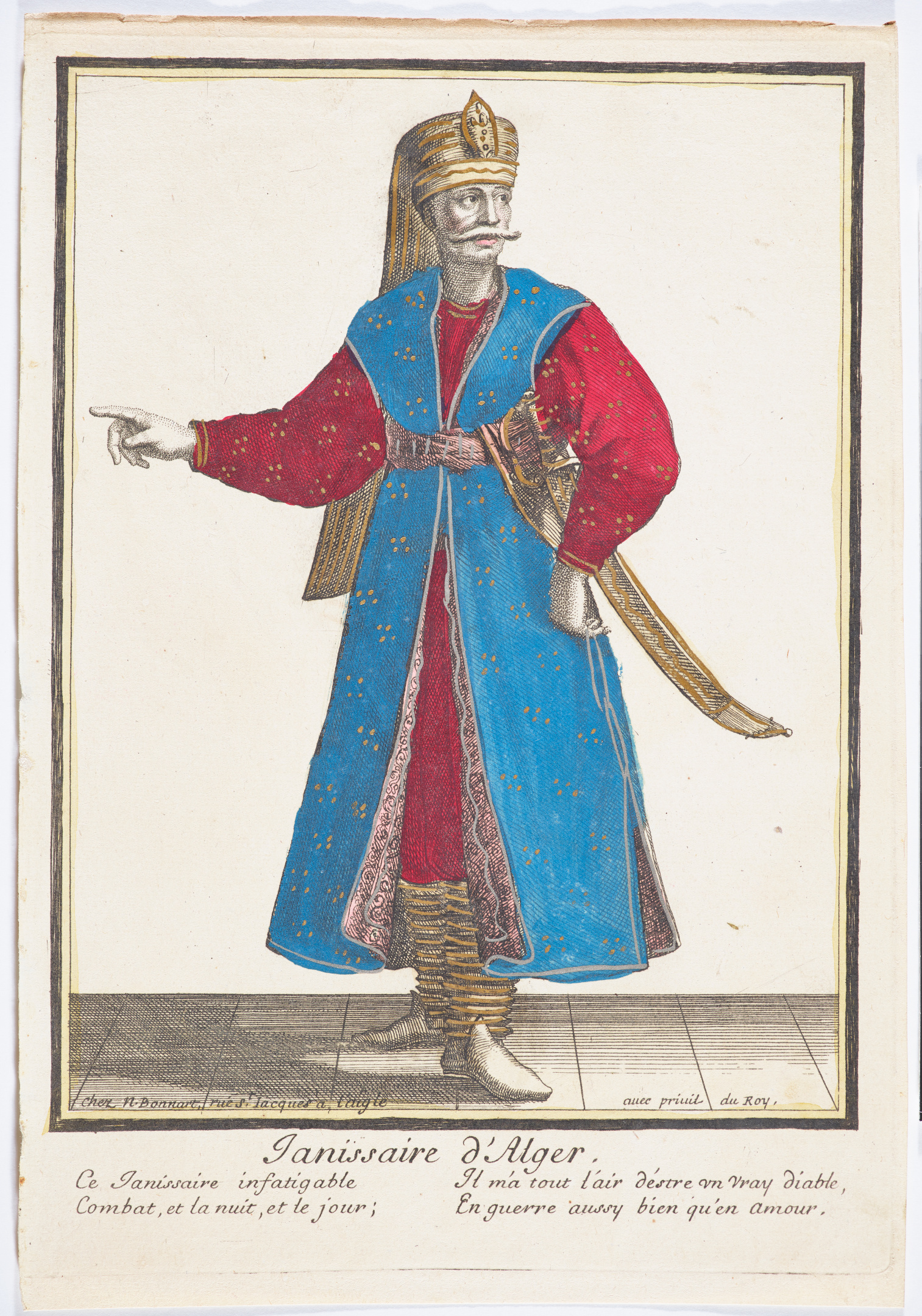
Un janissaire d'Alger.

La milice des janissaires, introduite dans la régence d'Alger à la suite de son rattachement à l'Empire ottoman par Khayr ad-Din, possédait les mêmes privilèges que ceux concédés aux janissaires du sultan de Constantinople et comptait environ 15 000 hommes. C'était à la fois une armée, une garde prétorienne et un instrument de répression. Les janissaires étaient recrutés en Anatolie, mais débarqués à Alger, ils se considéraient comme de « grands et illustres seigneurs ». D'après l'historien Fernand Braudel, la milice est le « second pilier » de l'État Algérien, par son recrutement et son organisation ; elle se présente véritablement comme « un morceau de la Turquie lointaine qui s'est trouvé transporté en terre africaine ». De nombreux postes sont tenus par les janissaires qui assurent la sécurité.
En 1817, la milice doit renoncer à ses prétentions sur le gouvernement du pays : le dey Ali Khodja ayant annoncé son intention de faire rentrer les janissaires dans le rang, ils se révoltent et s'avancent sur Alger pour en chasser le Dey, qui les écrase grâce à un contingent de 6 000 Kouloughlis, encadrés de Turcs fidèles et renforcés de contingents berbères zouaoua. 1 200 janissaires périssent et parmi les autres, ayant demandé l'aman, beaucoup regagnent la Turquie. De 1817 à 1830, l'Odjak est reconstitué en une médiocre force armée. Jusqu'au débarquement des troupes françaises en juillet 1830, Alger est maigrement défendue.
Il semble que l'idée longtemps admise du janissaire brutal et indiscipliné qui pille le pays et pressure l’indigène, ainsi que l’idée que les Turcs ont imposé en Algérie une tyrannie sans retenue soient fausses. L'historien Robert Mantran écrit : « Quoique despotique, la domination politique turque était plus libérale et plus tolérante qu’on ne l’avait dit » ; il souligne le soin que cet État [régence d'Alger] prétendu oppressif, n'avait pas édicté des règlements susceptibles de porter préjudice aux habitants.

### Recrutement local
Le recrutement à Alger de janissaires parmi les indigènes est un phénomène qui est en contradiction avec tous les témoignages des voyageurs.
Or, malgré ces témoignages unanimes pour assurer le contraire -- notamment : « Les Maures et les Tagarins n’entrent point dans la milice », de François Pétis de La Croix, ou « les Maures et les Arabes en sont entièrement exclus [de la milice] », de Jean-André Peyssonnel, la milice d’Alger comptait dans ses rangs des Algériens de souche, et cela déjà au début du XVIIIe siècle.
Entre 1699 et 1701, sur 40 cas de miliciens dont les origines sont mentionnées, 5 avaient été recrutés parmi les autochtones algériens. Entre 1786 et 1792, les chiffres sont de 8 sur 90. Entre 1799 et 1803, de 3 sur 17. Parmi ces janissaires recrutés localement, un grand nombre sont d’origine berbère. Deux sont originaires de la ville de Cherchell, deux d’Annaba, deux de Guelma et deux de Biskra. Nous trouvons aussi des originaires de Béjaïa, de Blida, de Djidjel, ainsi que de Tlemcen.
Les chiffres donnent l’impression d’une égalité durant ces trois époques entre le nombre d'indigènes dans la milice, et celui des chrétiens convertis à l’islam. En outre, les possibilités d’avancement de ces janissaires indigènes dans la hiérarchie militaire étaient importantes puisque d’après l'échantillon d'un groupe, 50 % étaient gradés. L’identité algérienne de tous ces soldats est mentionnée d’une manière explicite : les préambules de leurs inventaires mentionnent soit leurs origines ethniques, soit leurs origines géographiques à côté du nom et du grade de la personne.

## Musique des janissaires

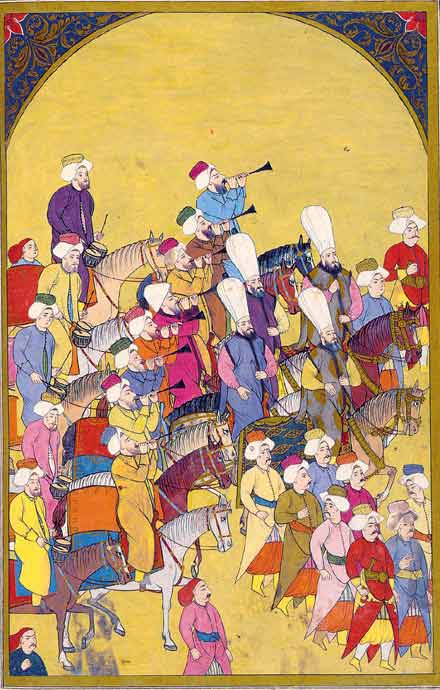
Janissaires marchant sur des airs martiaux Mehter joués par la fanfare militaire ottomane Mehterân. Peinture miniature ottomane, provenant du Surname-i Vehbi (1720) au Palais de Topkapı. Musée du Palais de Topkapı à Istanbul.

La musique militaire des janissaires se distinguait par ses percussions puissantes et ses vents stridents combinant kös (timbales géantes), davul (grosse caisse), zurna (une chalemie bruyante), naffir, ou boru (trompette naturelle), çevgan (cloches, triangle un emprunt à l'Europe), et cymbaless (zil), entre autres. La musique des janissaires a influencé les musiciens classiques européens tels que Wolfgang Amadeus Mozart et Ludwig van Beethoven, qui ont tous deux composé de la musique dans le style alla turca. Parmi les exemples, citons la Sonate pour piano n° 11 (vers 1783) de Mozart, la musique de scène de Beethoven pour Les Ruines d'Athènes (1811), et le dernier mouvement de la Symphonie n° 9, bien que l'exemple de Beethoven soit aujourd'hui considéré comme une marche plutôt que comme Alla turca.
Sultan Mahmud II a supprimé la fanfare mehter en 1826 ainsi que le corps des janissaires. Mahmud a remplacé la fanfare mehter en 1828 par une fanfare militaire de style européen formée par Giuseppe Donizetti. À l'époque moderne, bien que le corps des janissaires n'existe plus en tant que force de combat professionnelle, la tradition de la musique mehter se perpétue en tant qu'attraction culturelle et touristique.
En 1952, la fanfare militaire des janissaires, le Mehter a été réorganisée sous les auspices du musée militaire d'Istanbul (en). Ils se produisent lors de certaines fêtes nationales ainsi que dans certains défilés lors de journées d'importance historique.

## Remarques

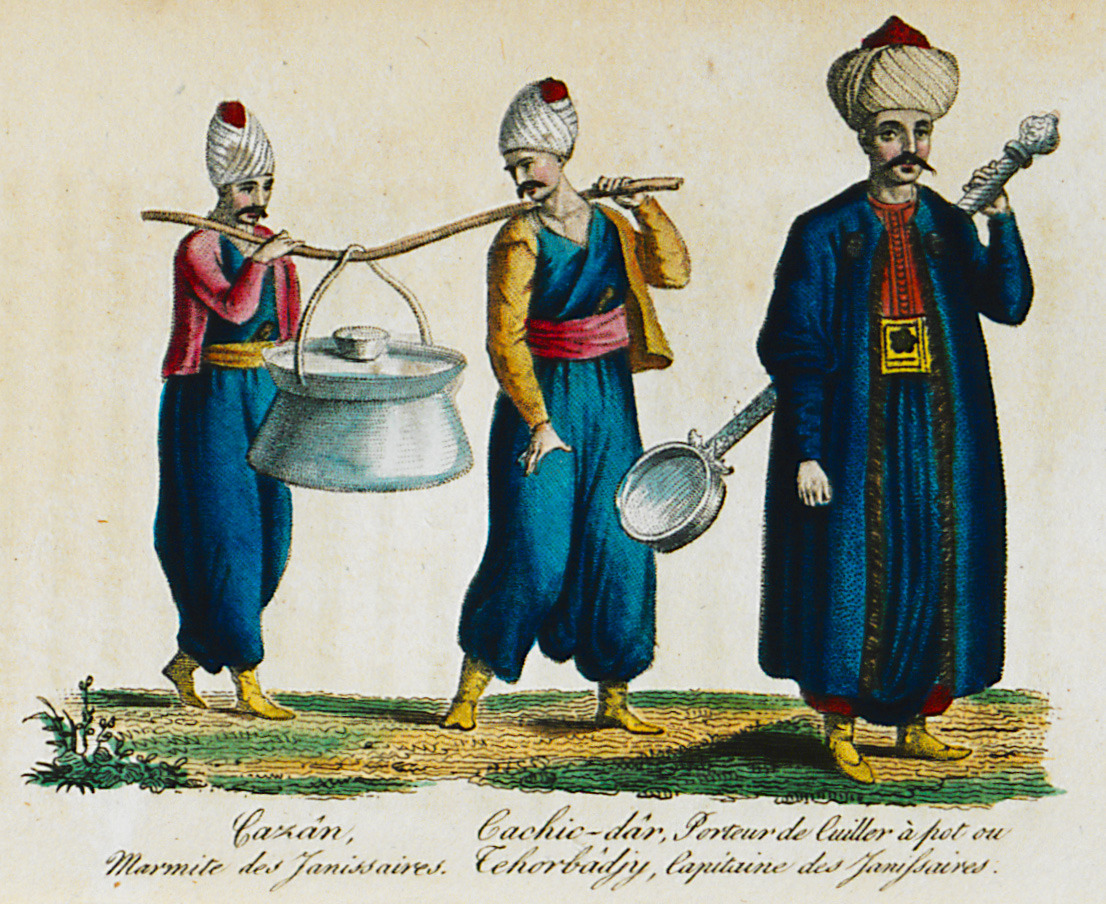
Cuisiniers janissaires : porteurs de Cazân (marmite sacrée) et Tchorbâdjy, capitaine des Janissaires portant la cuiller à pot, 1812.

Les janissaires furent présents au Maghreb où, par mariage avec les femmes locales, ils donnèrent naissance à la communauté des Kouloughlis (« fils d'esclaves »).
Leur symbolique et leurs grades étaient associés à la cuisine ; les officiers portaient une louche dans leur coiffe, la soupière sacrée était révérée (les infidèles la touchant étaient exécutés pour sacrilège, la renverser étant signe de révolte), et le sultan était appelé père nourricier. Ces références culinaires ont suscité beaucoup de curiosité chez les chroniqueurs et témoins occidentaux qui les notent quasi-systématiquement dans leur relation sur l'Empire ottoman.
La bannière des janissaires était surmontée d'une main en or tenant un exemplaire du Coran.